# ناحية مركز البوكمال
ناحية مركز البوكمال  إحدى نواحي سوريا تتبع إداريّاً لمحافظة دير الزور منطقة البوكمال ومركزها مدينة البوكمال، بلغ تعداد سكان الناحية 92,031 نسمة حسب التعداد السكاني لعام 2004.

## مدن وبلدات وقرى ناحية مركز البوكمال
البوكمال، الغبرة، حسرات، الهري، الحرية، معيزيلة، الرمادي، السيال، السويعية.